# Martín del Río
Martín del Río – gmina w Hiszpanii, w prowincji Teruel, w Aragonii, o powierzchni 54,88 km². W 2011 roku gmina liczyła 429 mieszkańców.